# 上村麻衣
上村 麻衣（うえむら まい、1987年9月15日 - ）は、日本の元女子バレーボール選手。

## 来歴
三重県度会郡度会町注連指（しめさす）出身。ママさんバレーをやっていた母親の影響で、中学1年生よりバレーボールを始める。
度会町立度会中学校、三重県立津商業高等学校を経て、2006年にVプレミアリーグのデンソーエアリービーズに入団。
2009年、Vチャレンジリーグの四国Eighty 8 Queenに移籍。
2011年6月にエイティエイツが活動を休止した後は、後継チームの仙台ベルフィーユに所属。2013年5月11日に引退した。

## 所属チーム
- 度会中
- 津商業高校（2003-2006年）
- デンソーエアリービーズ（2006-2009年）
- 四国Eighty 8 Queen（2009-2011年）
- 仙台ベルフィーユ（2011-2013年）

## 個人成績
Vプレミアリーグレギュラーラウンドにおける個人成績は下記の通り。
| シーズン | 所属     | 出場 | 出場   | アタック | アタック | アタック | アタック | ブロック | ブロック | サーブ | サーブ | サーブ | サーブ | レセプション | レセプション | 総得点 | 備考 |
| -------- | -------- | ---- | ------ | -------- | -------- | -------- | -------- | -------- | -------- | ------ | ------ | ------ | ------ | ------------ | ------------ | ------ | ---- |
| シーズン | 所属     | 試合 | セット | 打数     | 得点     | 決定率   | 効果率   | 決定     | /set     | 打数   | エース | 得点率 | 効果率 | 受数         | 成功率       | 総得点 | 備考 |
| 2006/07  | デンソー | 0    | 0      | 0        | 0        | 0.0%     | %        | 0        | 0.00     | 0      | 0      | 0.00%  | 0.0%   | 0            | 0.0%         | 0      |      |
| 2007/08  | デンソー | 1    | 2      | 0        | 0        | 0.0%     | %        | 0        | 0.00     | 2      | 0      | 0.00%  | 12.5%  | 1            | 0.0%         | 0      |      |
| 2008/09  | デンソー | 1    | 0      | 0        | 0        | 0.0%     | %        | 0        | 0.00     | 0      | 0      | 0.00%  | 0.0%   | 0            | 0.0%         | 0      |      |
| 通算     | 通算     | 2    | 2      | 0        | 0        | 0.0%     | %        | 0        | 0.00     | 2      | 0      | 0.00%  | 12.5%  | 1            | 0.0%         | 0      |      |

四国Eighty 8 Queenおよび仙台ベルフィーユ在籍時のデータは、チャレンジリーグの為記載せず。